# King George Bay (vik i Falklandsöarna)
King George Bay är en vik i territoriet Falklandsöarna (Storbritannien). Den ligger i den västra delen av ögruppen, 180 km väster om huvudstaden Stanley.